# Iglesia de San Martín de Tours (Salamanca)
La iglesia de San Martín es una iglesia del románico español ubicada en la plaza del Corrillo y junto a la crujía meridional de la plaza Mayor de Salamanca. La iglesia fue construida sobre una ermita dedicada a san Pedro en el siglo XII, concretamente en el año 1103 por iniciativa del conde Martín Fernández, en el barrio de los Toresanos, durante la repoblación de la ciudad dirigida por Raimundo de Borgoña por orden del rey Alfonso VI de León. Por aquel entonces, en 1173, se denominaba la iglesia de San Martín del Mercado o de San Martín de la Plaza. La iglesia, que aparece en la actualidad encajada entre edificaciones modernas, ha sufrido numerosas restauraciones a lo largo de su historia. Sus elementos medievales quedan en buena medida enmascarados por las sucesivas reformas llevadas a cabo en el templo y las modernas edificaciones del entorno. Fue declarada Monumento Histórico-Artístico Nacional (Bien de Interés Cultural) en 1931.
El interior de la iglesia muestra una de las imágenes más reveladoras de los efectos que el gran terremoto de Lisboa de 1755 tuvo en muchos de los edificios monumentales de Salamanca. Debido al temblor, muchas de las piedras de la iglesia debieron de estar durante alguna fracción de segundo en el aire, lo suficiente para que los pilares se inclinasen y las dovelas de arcos y bóvedas cayesen en un lugar que no era exactamente el que ocupaban hasta ese momento, de manera que hoy se observan muros y pilares arqueados, arcos y nervios deformados.

## Características
Se trata de uno de los ejemplos de arquitectura románica en la ciudad de Salamanca, junto con la catedral vieja. La iglesia posee una planta de tres naves finalizando en ábsides circulares. De los tres, el más relevante es el central. La iglesia no cuenta ni con cúpula ni con crucero. 
Uno de sus atractivos principales es el coro, el cual data del siglo XVI y es de estilo isabelino. El retablo mayor existente en la actualidad fue desarrollado por Joaquín de Churriguera.

### Accesos exteriores

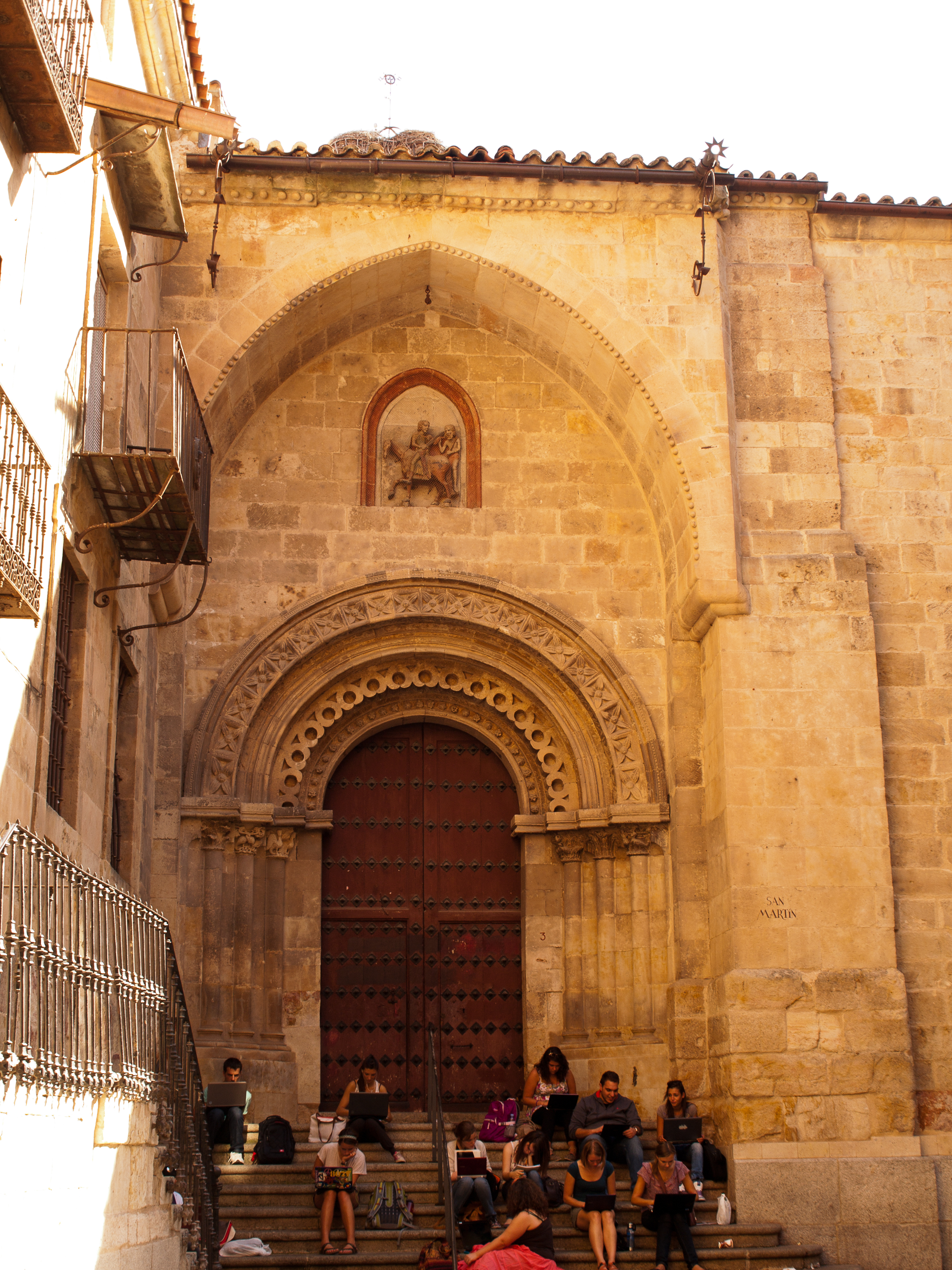
Puerta del Obispo, en la plaza del Corrillo

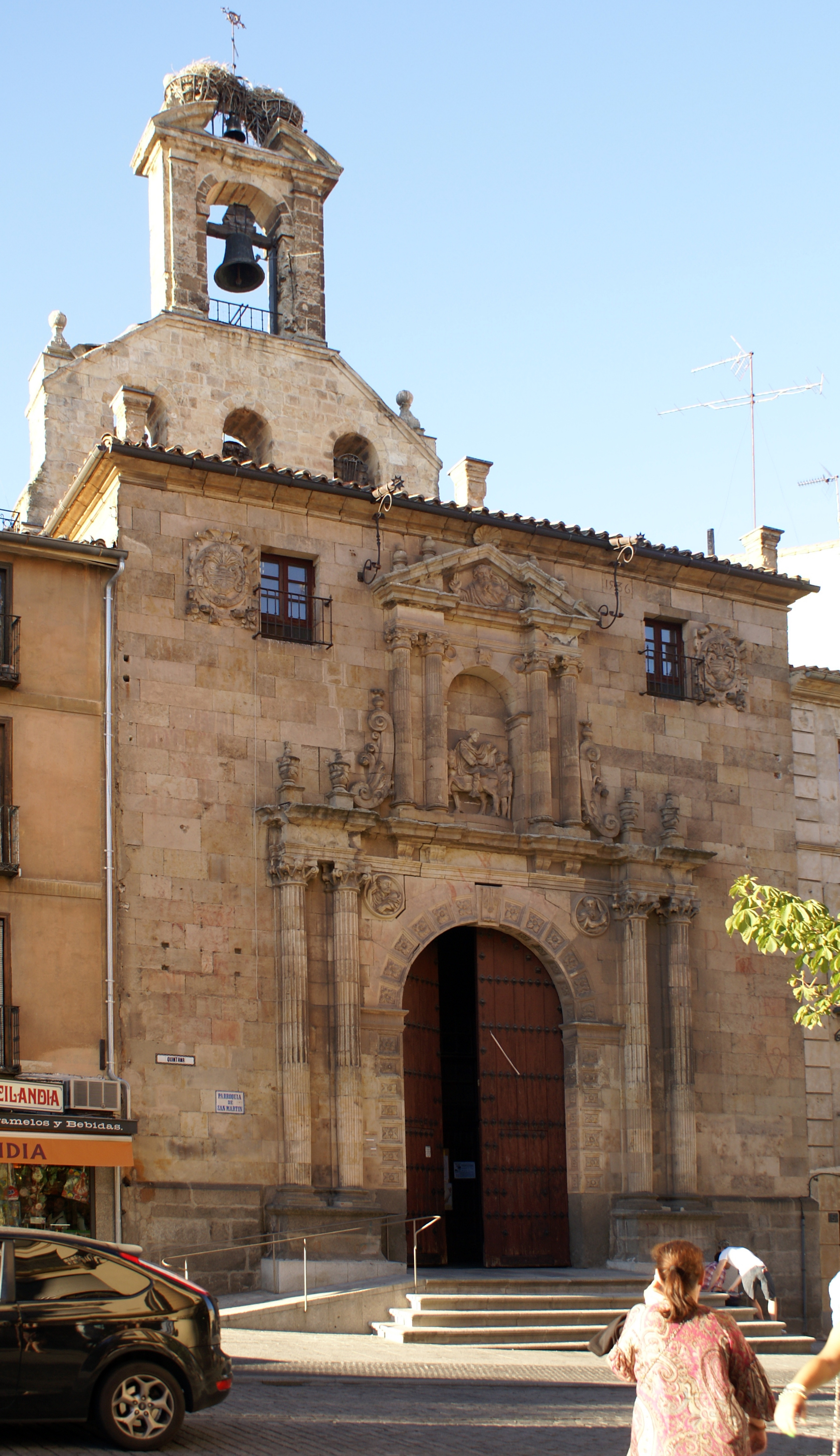
Puerta del Mediodía, en la calle Quintana.

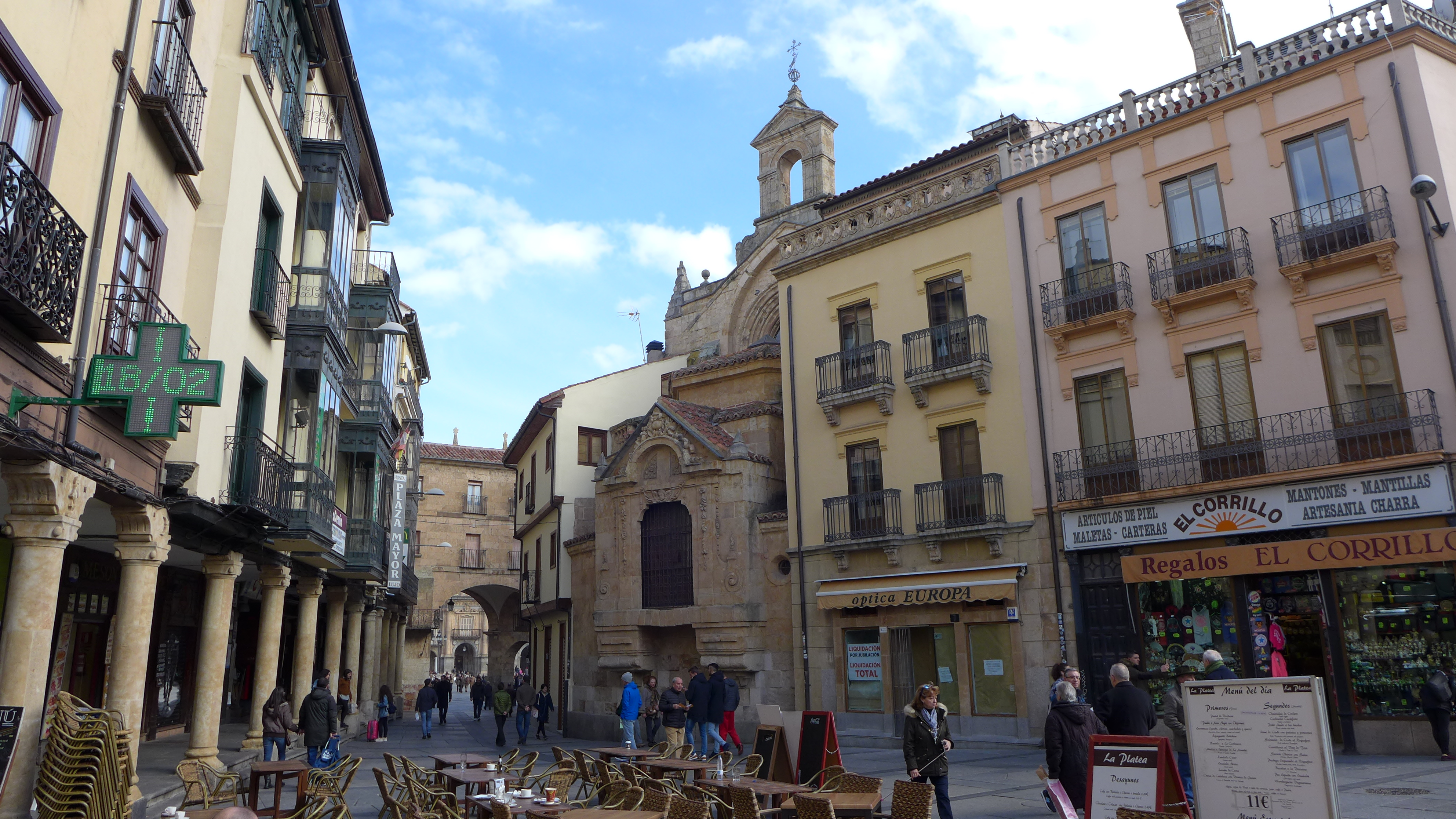
Capilla del Carmen, en la plaza del Corrillo.

En la actualidad el templo consta de dos accesos: la puerta del Obispo, de construcción románica, y la puerta del Mediodía, renacentista. Originalmente eran tres, pero el acceso por los pies del templo ha sido reconvertido en capilla camarín, dedicada a Nuestra Señora de las Angustias, a cuyo interior únicamente se accede desde el interior del templo.
La denominada puerta del Obispo da a la plaza del Corrillo, y se accede a ella por una escalinata que salva el desnivel con la calle. En la portada se puede observar una escultura policromada de san Martín a caballo, partiendo su capa para compartirla con un mendigo.
La puerta del Mediodía, que proporciona su salida al lado sur, fue construida en el año 1586 en estilo renacentista, anteponiéndola a la románica original. 
La puerta del Poniente no puede verse debido a que sobre ella fue erigida la capilla del Carmen. Aun así, si se accede a su interior en el lugar que hace su unión esta capilla del Carmen con la entrada tapada por la misma, puede vislumbrase un arco románico original que se corresponde con la entrada de poniente. Conserva ciertos restos de policromía que lo adornan.

### Reformas

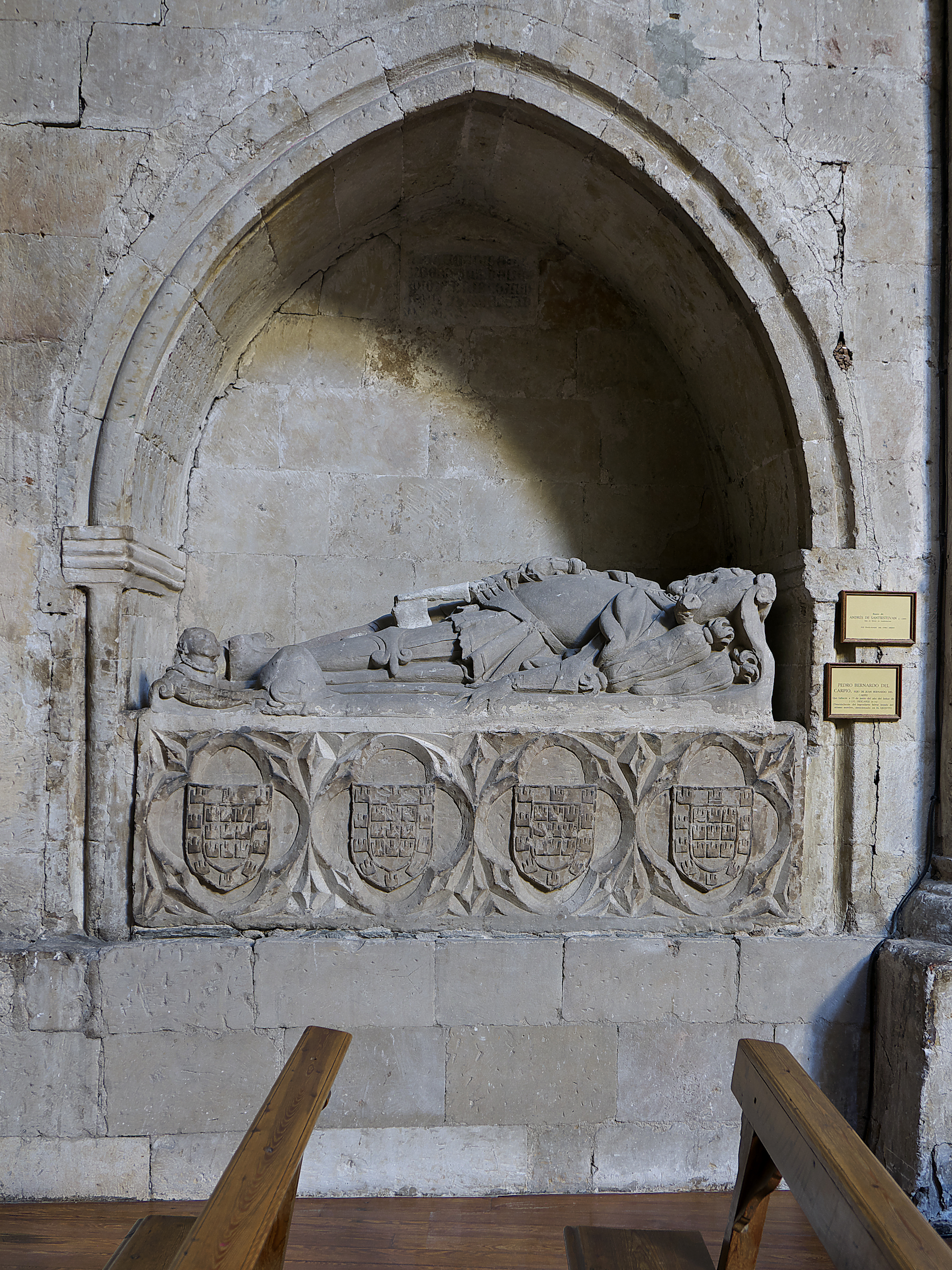
Sepulcro de Pedro Bernardo del Carpio (1135), descendiente del legendario Bernardo del Carpio, en la antigua iglesia de San Martín de Salamanca

Desde los comienzos de su existencia, la iglesia tuvo problemas de estabilidad. En el siglo XIII hay constancia de que se llevaron a cabo obras de consolidación y reforma ante los primeros síntomas derivados del empuje de las bóvedas, debido a que afectaban a la estabilidad de pilares, muros y cubiertas. En el siglo XVIII hubo un derrumbe de gran parte de las bóvedas de la nave central que fueron restauradas. En 1772, ante su posible hundimiento, el arquitecto salmantino Jerónimo García de Quiñones decidió sustituir las bóvedas de la nave central, de cañón apuntado, por otras de ladrillo enyesado bastante más ligeras.
El 2 de abril de 1854 se produjo un incendio que destruyó el retablo mayor (atribuido al escultor Gregorio Fernández) y obligó a rehacer los dos tramos orientales de la nave.
En los años 60 del siglo XX se realizaron diversas reformas en la iglesia que para reforzar su estabilidad. Aun así la iglesia entró en la Lista Roja del Patrimonio en 2010, de la que salió en 2017 tras la primera fase de restauración dentro del Plan Románico Atlántico, que se centró en el acceso norte del templo y el camarín de la virgen del Carmen a los pies de la iglesia. Las siguientes fases de restauración y consolidación del edificio están pendientes de adjudicación.
En los últimos años se ha observado la necesidad de realizar intervenciones en el edificio debido a movimientos y desprendimientos detectados, lo que evidenció la urgencia de llevar a cabo un diagnóstico y estabilización estructural antes de acometer otras acciones de restauración. Como parte del Plan Románico Atlántico, se emprendieron trabajos durante varios años para resolver problemas estructurales, diseñar un recorrido expositivo y acondicionar el interior del templo. Las deformaciones en pilares, arcos y bóvedas de las tres naves, originadas tanto por el diseño original como por modificaciones posteriores, justificaron un análisis exhaustivo de su evolución arquitectónica. Este incluyó un levantamiento de precisión, clave para comprender el comportamiento estructural del edificio. Dicho estudio confirmó que las cargas en los muros románicos estaban descompensadas, requiriendo la redistribución de las mismas mediante la modificación de los puntos de apoyo en la cubierta del templo, con el fin de mejorar la estabilidad general.
Adicionalmente, se llevaron a cabo intervenciones de emergencia, especialmente en el primer tramo de la nave del evangelio, centradas en la Puerta del Obispo, que presentaba los mayores daños. También se restauró el acceso por la puerta norte y se acondicionó un espacio de información para visitantes. Se habilitó un acceso mejorado a la Capilla del Carmen, destacada por su portada románica con policromía original, a la cual se dotó de una iluminación adecuada y eficiente. La restauración incluyó, además, la recuperación de morteros y acabados originales en el interior del templo, permitiendo su adecuación tanto para el uso litúrgico como para su apreciación histórica y artística por parte de los numerosos visitantes que transitan por este espacio emblemático. 
Para abordar las causas concretas del deterioro del templo, se implementó un sistema de monitorización. Se distribuyeron sensores de temperatura y humedad en puntos críticos de la estructura, y se controlaron los movimientos estructurales mediante acelerómetros y clinómetros instalados en los muros norte y sur. Este análisis permitió comprender el proceso de degradación, identificar sus causas y diseñar soluciones específicas para cada patología detectada.